# الإقطاعي والفلاح
الإقطاعي والفلاح (بالروسية:  Хозяин и работник) هي قصة قصيرة ألفها الكاتب الروسي ليو تولستوي عام 1895م.

## القصة
تدور حبكة قصة الإقطاعي والفلاح، حول أحد أصحاب الأرض الإقطاعيين واسمه فاسيلي اندريفيتش بيكهونوف، و الذي يصطحب أحد العاملين لديه، واسمه نيكيتا، في رحلة قصيرة على زلاجة يقودها حصان، ويسافران لزيارة إقطاعي آخر؛ من أجل أن شراء غابة.
خلال الرحلة يبدو فاسيلي اندريفيتش عجولا وعديم الصبر ويتمنى أن يصل وجهته بسرعة أكبر قبل آخرين قد ينافسونه في شراء الغابة، وفجأة يجد مع الفلاح نفسيهما وسط عاصفة ثلجية عنيفة. وبسبب جشع السيد الإقطاعي الذي يرغب بمواصلة الرحلة رغم الثلوج يضلا الطريق، وفي النهاية يجدا نفسيهما في بلدة ويتوقفا للإستراحة، ومن ثم يقرر فاسيلي اندريفيتش مواصلة الرحلة فيضلا الطريق مجددا ويصاب الحصان بالإجهاد و يقررا أن يبيتا الليلة هناك، على أن يجدا الطريق الصحيح في الصباح.
أثناء ذلك يوشك نيكيتا على الموت بعد انخفاض درجة حرارة جسمه، إذ لم يكن يرتدي ما يكفي من الملابس الدافئة، لكن فاسيلي اندريفيتش يقرر أن يدع نيكيتا يموت هناك وينطلق بمفرده على الحصان، إلا أنه من المسير حيث وجد نفسه يدور في دوائر ويسقط عن حصانه في نهاية الأمر ليعود مجددا إلى جانب نيكيتا والزلاجة.
وانتابت السيد الإقطاعي حينها موجة روحانية أخلاقية، وهنا يشير تولستوي مجددا إلى أحد المعاني والدروس الشهيرة التي يتناولها دائما في أعماله وهي أن السعادة الحقيقية تكمن في أن تعيش من أجل الآخرين.
ويلقي السيد الإقطاعي بجسده فوق نيكيتا حتى يدفؤه طوال الليلة الباردة وفي الصباح يخرج الفلاحون الزلاجة التي ابتعدت عن البلدة مقدار ميل فقط من تحت الثلج فيجدون فاسيلي اندريفيتش وحصانه قد فارقا الحياة بينما لا يزال نيكيتا على قيد الحياة.

## وصلات خارجية
لم يتم العثور على روابط لمواقع التواصل الاجتماعي.